# Repeater (album)
Pour les articles homonymes, voir Repeater.
Albums de Fugazi
13 Songs Steady Diet of Nothing
Repeater est le premier album de longue durée du groupe de punk Fugazi.
Il est sorti en janvier 1990 en 33 tours sous le nom de Repeater et en mars 1990 sur CD accompagné en bonus du single 3 Songs sous le nom de Repeater + 3 Songs. 

## Historique
C'est leur premier album de longue durée puisque 13 Songs est une compilation de leurs deux premiers EP Fugazi et Margin Walker.
L'album est cité dans l'ouvrage de référence de Robert Dimery « 1001 albums qu'il faut avoir écoutés dans sa vie ».

## Titres
1. "Turnover" – 4:16
2. "Repeater" – 3:01
3. "Brendan #1" – 2:32
4. "Merchandise" – 2:59
5. "Blueprint" – 3:52
6. "Sieve-Fisted Find" – 3:24
7. "Two Beats Off" – 3:28
8. "Styrofoam" – 2:34
9. "Reprovisional" – 2:18
10. "Shut the Door" – 4:49
11. "Greed" - 1:47

### Titres en bonus surRepeater + Songs
1. "Song #1" – 2:34
2. "Joe #1" – 3:01
3. "Break-In" – 1:33

## Membres du groupe
- Ian MacKaye – Guitare, Chant
- Guy Picciotto – Guitare, Chant
- Joe Lally – Basse
- Brendan Canty –Batterie

## Collaborateurs
- Ted Niceley – Producteur
- Don Zientara – Mixage